# Плотнір Федір Миколайович
Плотнір Федір Миколайович (3 жовтня 1918, с. Нова Прага, Олександрійський повіт, Херсонська губернія — 23 вересня 2011, смт Нова Прага, Олександрійський район, Кіровоградська область) — краєзнавець, літописець Нової Праги. Лауреат обласної краєзнавчої премії ім. В. Ястребова, нагороджений орденом Богдана Хмельницького.

## Краєзнавча діяльність
В центрі краєзнавчих інтересів Федора Плотніра було дослідженні історію Нової Праги та роль видатних новопражан.
Наприклад, Олекси Попільницького, історика, економіста, великого бібліофіла та дослідника матеріалів селянської реформи 1861 року.
Федір Плотнір створив унікальну приватну бібліотеку, постійно досліджував та вивчав історію рідного краю.
Серед його краєзнавчих відкриттів — встановлення місцезнаходження села Припутнів, де проживав і помер козак Харківського полку, філософ, поет, автор пісні «Їхав козак за Дунай» — Семен Климовський.
Багато матеріалів Федір Миколайович знайшов та впорядкував про іншого земляка — художника Григорія Честахівського, друга Тараса Шевченка. Він також знайшов «Бабин Яр» Нової Праги, де в роки Другої світової війни здійснювались розстріли євреїв та інших осіб. За його ініціативи та його коштом там встановлений пам'ятний знак загиблим землякам.
Віднайшов також Федір Плотнір хутір Секретарівка — економію батьків славетного вченого Дмитра Чижевського на березі маленької річки Мурзинки.
Дослідження Федора Плотніра описано й узагальнено в книгах «Петриківські бувальщини» (2000), «Новопразький літопис» (2002), «Наші земляки» (2004).